# Municipio de Levee
El municipio de Levee (en inglés: Levee Township) es un municipio ubicado en el condado de Pike en el estado estadounidense de Illinois. En el año 2010 tenía una población de 47 habitantes y una densidad poblacional de 0,72 personas por km².

## Geografía
El municipio de Levee se encuentra ubicado en las coordenadas 39°43′31″N 91°18′24″O / 39.72528, -91.30667. Según la Oficina del Censo de los Estados Unidos, el municipio tiene una superficie total de 64.83 km², de la cual 57,04 km² corresponden a tierra firme y (12,01 %) 7,79 km² es agua.

## Demografía
Según el censo de 2010, había 47 personas residiendo en el municipio de Levee. La densidad de población era de 0,72 hab./km². De los 47 habitantes, el municipio de Levee estaba compuesto por el 97,87 % blancos y el 2,13 % eran de una mezcla de razas. Del total de la población el 8,51 % eran hispanos o latinos de cualquier raza.